# Giovanni (magister militum)
Giovanni (latino: Iohannes; fl. anni 530-550) fu un comandante militare dell'impero romano d'Oriente sotto l'imperatore Giustiniano I (527-565).
Combatté nella guerra gotica per la conquista dell'Italia, sotto i generali Belisario e Narsete.

## Biografia
Giovanni era nipote di Vitaliano, console per il 520 e magister militum praesentalis dell'imperatore Giustino I, che fu assassinato, probabilmente per istigazione di Giustiniano, il potente nipote e in seguito successore di Giustino.
Nel 537 Giovanni salpò da Costantinopoli per l'Italia con 8.000 cavalieri traci, per rinforzare l'esercito di Belisario, impegnato nella guerra gotica contro gli Ostrogoti di re Vitige. Sbarcato a Taranto, raggiunse Roma, assediata dai Goti, nel dicembre 537 portando con sé uomini e rifornimenti essenziali per continuare a resistere a lungo all'assedio. Nell'inverno 537/538, per spingere Vitige a levare l'assedio a Roma, Belisario ordinò a Giovanni, acquartierato per l'inverno a Picenum, di attaccare il territorio gotico. Giovanni raggiunse rapidamente Rimini, ad un solo giorno di marcia dalla capitale gotica, Ravenna, obbligando Vitige ad abbandonare Roma per tornare a difendere la propria capitale. Giovanni avrebbe dovuto lasciare Rimini e dirigersi verso Roma prima dell'arrivo dell'esercito gotico, ma rimase in città. I Goti, provenienti da Roma, lo misero sotto assedio dentro Rimini. Belisario non si mosse in aiuto a Giovanni. Fu l'arrivo dell'eunuco Narsete praepositus sacri cubiculi di Giustiniano e amico personale di Giovanni a salvarlo dall'assedio (metà 538).
Quando la rivalità tra Narsete e Belisario e il loro disaccordo su come condurre la guerra generò divisioni nell'esercito, Giovanni si schierò dalla parte di Narsete, seguendolo in Emilia, che il generale eunuco intendeva conquistare pur senza l'autorizzazione di Belisario. Giovanni contribuì alla conquista dell'Emilia insieme ad altri generali sostenitori dell'eunuco di corte, ma le divisioni dell'esercito che si erano formate a causa della discordia tra Belisario e Narsete contribuirono alla caduta di Milano da parte gota, persuadendo Giustiniano a richiamare Narsete ridando il comando unitario a Belisario (539).
Dopo la conquista di Ravenna e il richiamo di Belisario a Costantinopoli (540), Giovanni rimase in Italia. A causa di un comando unitario dopo il richiamo di Belisario, i Goti poterono riprendersi sotto la guida del loro nuovo re Totila. Quando quest'ultimo arrivò ad assediare Firenze, il generale a capo della guarnigione di Firenze, Giustino, chiese aiuto ai comandanti imperiali a Ravenna, che intervennero in forze costringendo Totila a levare l'assedio ripiegando in direzione di Mugello, dove mise in rotta l'esercito imperiale a causa della falsa notizia dell'uccisione da parte di una delle sue guardie del corpo del generale Giovanni, che mise in panico l'esercito bizantino. Giovanni scappò a Roma, dove si rifugiò e rimase per i successivi due anni, fino al 544, quando fu sostituito da Bessa per ordine di Belisario, nel frattempo tornato in Italia. Durante la permanenza a Roma, Giovanni espulse i preti ariani, temendo che potessero cospirare a vantaggio dei Goti.
Nel 545 fu inviato da Belisario a Costantinopoli per chiedere rinforzi, ma Giovanni si attardò a lungo, sposando Giustina, la figlia di Germano Giustino. Secondo la Storia Segreta di Procopio, Teodora non voleva che Giustina si sposasse e perciò Giovanni, maritandosi con lei, si sarebbe attirato l'odio dell'imperatrice, al punto che Giovanni, temendo che Teodora potesse ordinare ad Antonina (la moglie di Belisario) di ucciderlo, quando tornò in Italia si guardò bene dal raggiungere Belisario e la sua intrigante consorte a Roma. In compenso, Giovanni riuscì a recuperare per l'Impero la Lucania e il Bruzio.
Nel 550, quando Narsete ottenne il comando in capo delle truppe romane, Giovanni gli fu affiancato per bilanciare la sua mancanza di esperienza militare. Narsete raggiunse Ravenna nell'estate 552, e nel giro di un anno riuscì a piegare la resistenza del penultimo re ostrogoto, Totila e a porre termine alla guerra (552).

### Ricostruzione del Duomo di Pesaro
La scritta è in lettere capitali, il clipeo è inserito in un riquadro con cornice a treccia e quattro aquile agli angoli. La dedica recita: 

### Fonti primarie
- Procopio, Storia segreta
- Procopio, La Guerra Gotica (DBG)

### Fonti secondarie
- James Allan Evans, Justinian (527-565 A.D), in De Imperatoribus Romanis, 25 luglio 1998. URL consultato il 9 settembre 2006.